# 塔拉斯·斯捷潘年科
塔拉斯·尼古拉耶维奇·斯捷潘年科（烏克蘭語：Тарас Миколайович Степаненко；1989年8月8日—）是一位烏克蘭足球運動員，在場上的位置是防守中場。他現在效力於烏克蘭足球超級聯賽球隊頓內次克礦工。他也代表烏克蘭國家足球隊參加比賽。